# Odruch dłoniowo-bródkowy
Odruch dłoniowo-bródkowy (odruch Marinescu-Radoviciego, ang. kinn reflex, palm-chin reflex, palmomental reflex, Marinescu-Radovici reflex) – odruch należący do grupy odruchów deliberacyjnych, polegający na jednostronnym skurczu mięśnia bródkowego po podrażnieniu okolicy kłębu kciuka. Dodatni objaw może świadczyć o rozlanym uszkodzeniu mózgowia powyżej poziomu śródmózgowia po stronie wywołanego odruchu. Występuje fizjologicznie u noworodków, ale w miarę dojrzewania układu nerwowego zanika. Jest dość często obserwowany u zdrowych, zwłaszcza starszych ludzi i nie świadczy wówczas o procesie patologicznym. Opisany został w 1920 roku przez rumuńskich neurologów Gheorghe Marinescu i Anghela Radoviciego.